# Hannah Schmitz
Hannah Schmitz, nata McMillan (Caterham, Maggio 1985), è un'ingegnere e dirigente sportiva britannica, Principal Strategy Engineer della Red Bull F1.
È riconosciuta come una delle figure femminili chiave nella Formula 1 moderna, considerata cruciale nella conquista e vittoria dei titoli mondiali 2021, 2022 e 2023 della Red Bull, a cui ha contribuito grazie al suo ruolo di capo stratega.
Nel 2022 è stata insignita del premio Ingegnere donna dell'anno, un premio creato da McLaren Applied che riconosce le donne pioniere nell'automobilismo sportivo.